# Yoel Levy
Yoel Levy (în ebraică: יואל לוי, n. 1950, Satu Mare, România) este un dirijor israelian, născut în România. Din 2021 este directorul muzical si dirijorul Orchestrei Simfonice din Haifa. 
În 1988-2000 a fost dirijorul Orchestrei Simfonice din Atlanta, Georgia.

## Biografie
Yoel Levi s-a născut în 1950 la Satu Mare ca fiu al unor evrei supraviețuitori ai Holocaustului, care și-au pierdut familia în genocid. 
Împreună cu părinții și sora sa (în prezent judecătoarea Itta Katzir din Israel), Yoel Levi a emigrat la vârsta de o lună în Israel, unde a crescut în orașul Haifa.
 A studiat, între altele, la Academia de muzică din Tel Aviv, terminând în 1975 cu magna cum laude titlul de master în arte. A studiat arta viorii cu profesoara Ilona Fehér, de asemenea pianul, instrumentele de percuție și violoncelul și a cântat ca violonist în Orchestra Batalioanelor premilitare Gadna, sub bagheta lui Shalom Ronli-Riklis. 
În continuare a studiat până în 1976 arta dirijatului la Academia de muzică din Ierusalim, fiind elevul lui Mendi Rodan. Ulterior s-a perfecționat la  la Siena și la Academia Națională Santa Cecilia din Roma cu Franco Ferrara, apoi în Olanda cu Kiril Kondrașin la Hilversum, și la Școala Guildhall de Muzică și Dramă din Londra unde a obținut diploma în 1978.
În 1975 a devenit percuționist în Orchestra Filarmonică Israeliană din Tel Aviv. După ce a câștigat Premiul întâi la Concursul internațional de dirijat de la Besançon, între anii 1978-1980 a fost dirijor asistent al Orchestrei Cleveland, alături de Lorin Maazel, iar în anii 1980-1984 dirijor rezident al acestei orchestre.
În anul 1988 i-a urmat lui Robert Shaw ca director muzical și prim-dirijor al Orchestrei Simfonice din Atlanta, funcție pe care a îndeplinit-o până în anul 2000,
 când i-a luat locul Roberto Spano.
El continuă să dirijeze la Atlanta două sfârsituri de săptămână în fiecare sezon de concerte.
În anul 2001 el a fost decorat de către guvernul francez cu Ordinul artelor și literelor.
Yoel Levy a dirijat la ceremonia de decernare a premiilor Nobel la Stockholm în anul 1991, iar în vara 1996 a condus concertul Orchestrei Simfonice din Atlanta la deschiderea Olimpiadei de vară de la Atlanta.  
În 2001-2007 a fost prim- dirijor, iar din anul 2005 el este consilierul muzical al Orchestrei de radio Flandra din Bruxelles, de asemenea a fost prim-dirijor oaspete al Filarmonicii israeliene din Tel Aviv. În 2005—2012  a fost prim-dirijor al Orchestrei Naționale Ile-de-France din Franța. 
Se bucură de apreciere înregistrările sale cu simfoniile lui Gustav Mahler cu Orchestra Simfonică din Atlanta. 
În anii 2014-2019 a dirijat Orchestra Simfonică a Radiodifuziunii Coreene din Seul. 
În 2021 a fost numit director muzical și dirijorul Orchestrei Simfonice din Haifa.

### Viata privată
Yoel Levi este căsătorit cu Jackie Perlmann si cuplul are trei fii: Eyal (n.1979) ghitarist rock, Amir - actor și regizor de teatru, și Daniel, toboșar. 

## Premii și onoruri
- 1978 - Premiul întâi la Concursul internațional de dirijat de la Besançon
- 1997 - doctor honoris causa în arte al Universității Oglethorpe din Brookhaven, Georgia
- 2001 - Ordinul artelor si literelor al Franței, cu gradul de cavaler